# Canton du Buisson-de-Cadouin
Pour les articles homonymes, voir Le Buisson et Cadouin (homonymie).
Le canton du Buisson-de-Cadouin, nommé canton de Cadouin jusqu'en 1973, est une ancienne division administrative française située dans le département de la Dordogne, en région Aquitaine.

## Historique
- Le canton de Cadouin est l'un des cantons de la Dordogne créés en 1790, en même temps que les autres cantons français. Il a d'abord été rattaché au district de Belvès, puis en 1801 à l'arrondissement de Bergerac[C 1]. À cette date, deux autres communes lui sont rattachées et en 1830, une commune en est détachée[1].

- De 1833 à 1848, les cantons de Cadouin et de Monpazier avaient le même conseiller général. Le nombre de conseillers généraux était limité à 30 par département[2].

- En 1974, après la fusion des communes de Cadouin, Le Buisson-Cussac, Paleyrac et Urval[3], le canton prend le nom de canton du Buisson-de-Cadouin.

### Redécoupage cantonal de 2014-2015
Par décret du 21 février 2014, le nombre de cantons du département est divisé par deux, avec mise en application aux élections départementales de mars 2015. Le canton du Buisson-de-Cadouin est supprimé à cette occasion. Ses huit communes sont alors rattachées au canton de Lalinde, dépendant également de l'arrondissement de Bergerac.

## Géographie
Ce canton était organisé autour du Buisson-de-Cadouin dans l'arrondissement de Bergerac. Son altitude variait de 35 m (Badefols-sur-Dordogne) à 248 m (Le Buisson-de-Cadouin) pour une altitude moyenne de 85 m.

## Représentation

### Conseillers généraux de 1833 à 2015
Avant 1833, les conseillers généraux étaient désignés, et ne représentaient pas un canton déterminé.
| Période         | Période       | Identité                          | Étiquette                      | Qualité                                                          |
| --------------- | ------------- | --------------------------------- | ------------------------------ | ---------------------------------------------------------------- |
| 1833            | 1845          | Jean Vaquier de Régagnac          |                                | Juge de paix, maire de Montferrand                               |
| 1845            | 1848          | Joseph Auguste Frégère de Guilhem |                                | Maire de Cabans, conseiller d'arrondissement                     |
| 1848            | 1881 (décès), | Louis Laval-Dubousquet            | Bonapartiste puis Républicain  | Médecin - Maire de Cadouin                                       |
| 1881            | 1916 (décès)  | Adrien Gouyou-Beauchamps          | Action libérale (Conservateur) | Médecin Maire de Pontours (1881-1916) Député (1912-1914)         |
| 1916            | 1919          | siège vacant                      |                                |                                                                  |
| 1919            | 1925          | Jean-Joseph Melon                 |                                | Médecin - Maire d'Alles-sur-Dordogne                             |
| 1925            | 1934          | Raymond Hugout                    | URD                            | Notaire - Maire de Cadouin                                       |
| 1934            | 1940          | Henri Crouzel                     | Rad.                           | Négociant, propriétaire au Buisson, conseiller d'arrondissement  |
|                 |               |                                   |                                |                                                                  |
| 1945            | 1959 (décès)  | François Meulet                   | SFIO                           | Maire du Buisson                                                 |
| 21 février 1960 | 1979          | Fernand Fromentières              | SFIO puis PS                   | Instituteur - Maire du Buisson-Cussac puis du Buisson-de-Cadouin |
| 1979            | 1995 (décès)  | Pierre Chaussade                  | MRG puis SE                    | Préfet honoraire Maire du Buisson-de-Cadouin (1983-1995)         |
| 1996            | 2002 (décès)  | Bernard Lucas                     | DVD                            | Docteur vétérinaire Maire du Buisson-de-Cadouin (1995-2002)      |
| 2002            | 2011          | Françoise Wolters                 | DVG                            | Professeur à la retraite Maire du Buisson-de-Cadouin (2002-2008) |
| 2011            | 2015          | Johannès Huard                    | PS                             | Agriculteur Maire d'Alles-sur-Dordogne (1971-2014)               |

### Conseillers d'arrondissement (de 1833 à 1940)
| Période                                  | Période | Identité                          | Étiquette    | Qualité |
| ---------------------------------------- | ------- | --------------------------------- | ------------ | --- |
| Les données manquantes sont à compléter. |         |                                   |              | |
| 1833                                     | 1845    | Joseph Auguste Frégère de Guilhem | Conservateur | Cultivateur, maire de Cabans                                                                                |
|                                          |         |                                   |              | |
| 1883                                     | 1919    | Alfred Faure                      | Républicain  | Greffier de la justice de paix à Cadouin, propriétaire à Cussac                                             |
| 1919                                     | 1934    | Henri Crouzel                     | RG           | Négociant, propriétaire au Buisson                                                                          |
| 1934                                     | 1940    | Louis Bertounesque                | Radical      | Maire d'Alles-sur-Dordogne de 1925 à 1944                                                                   |
| 1940                                     |         |                                   |              | Les conseils d'arrondissement ont été suspendus par la loi du 12 octobre 1940 et n'ont jamais été réactivés |

Sources : "Annuaires et calendriers 1789-1842 " sur le site des archives départementales de la Dordogne. https://archives.dordogne.fr/r/72/fonds-imprimes/annuaires-et-calendriers?arko_default_6076b1c79b335--ficheFocus=

## Composition

### Avant 1801
Dans les premières années de la Révolution, les deux communes de Sales de Cadouin et de La Salvetat fusionnent avec Cadouin. De même, Pontours Bas fusionne avec Pontours. Après ces fusions et jusqu'en 1801, le canton se compose de dix communes :
- Alles, puis Alles-sur-Dordogne[C 5] ;
- Badefol, puis Badefols-de-Cadouin[C 6] ;
- Cabans[C 1] ;
- Cadouin[C 7] ;
- Calès[C 8] ;
- Cussac[C 9] ;
- Molières[C 10] ;
- Paleyrac[C 11] ;
- Pontours[C 12] ;
- Urval[C 13].

### De 1801 à 1830
En 1801, le canton de Montferrand est supprimé. Deux de ses communes (Bouillac et Saint-Avit-Rivière) sont alors rattachées au canton de Cadouin, qui se compose alors de douze communes.
En 1830, Saint-Avit-Rivière est transférée au canton de Monpazier. Le nombre de communes descend à onze.

### Après 1830
En 1893, Cabans devient Le Buisson et en 1952, Badefols-de-Cadouin devient Badefols-sur-Dordogne.
En 1960, Cussac fusionne avec Le Buisson qui prend le nom de Le Buisson-Cussac. Dix communes composent alors le canton.
En 1974, les trois communes de Cadouin, Paleyrac et Urval entrent en fusion-association avec Le Buisson-Cussac qui prend le nom de Le Buisson-de-Cadouin. C'est cette commune qui devient alors le chef-lieu du canton qui ne compte plus que sept communes, et renommé pour l'occasion en canton du Buisson-de-Cadouin.
En 1989, Urval reprend son indépendance. Entre 1989 et 2015, le canton se compose donc de huit communes :
| Nom                               | Code Insee | Intercommunalité                  | Population (dernière pop. légale) |
| --------------------------------- | ---------- | --------------------------------- | --------------------------------- |
| Le Buisson-de-Cadouin (chef-lieu) | 24068      | CC des Bastides Dordogne-Périgord | 2 036 (2014)                      |
| Alles-sur-Dordogne                | 24005      | CC des Bastides Dordogne-Périgord | 376 (2014)                        |
| Badefols-sur-Dordogne             | 24022      | CC des Bastides Dordogne-Périgord | 216 (2014)                        |
| Bouillac                          | 24052      | CC des Bastides Dordogne-Périgord | 130 (2014)                        |
| Calès                             | 24073      | CC des Bastides Dordogne-Périgord | 396 (2014)                        |
| Molières                          | 24273      | CC des Bastides Dordogne-Périgord | 323 (2014)                        |
| Pontours                          | 24334      | CC des Bastides Dordogne-Périgord | 208 (2014)                        |
| Urval                             | 24560      | CC des Bastides Dordogne-Périgord | 111 (2014)                        |

## Démographie
| 1975  | 1982  | 1990  | 1999  | 2006  | 2011  | 2012  |
| ----- | ----- | ----- | ----- | ----- | ----- | ----- |
| 3 517 | 3 504 | 3 521 | 3 629 | 3 771 | 3 858 | 3 849 |